# Steven Brill
Steven Brill (Utica, Nueva York; 27 de mayo de 1962) es un actor y director estadounidense. Es director de películas como Mr. Deeds, Drillbit Taylor y Movie 43.

## Primeros años
Brill nació en Utica, Nueva York, y se graduó de la Escuela de Cine de la Universidad de Boston.

## Filmografía

### Como director
| Año  | Título                          |
| 1995 | Pesos pesados                   |
| 1999 | Late Last Night                 |
| 2000 | Little Nicky                    |
| 2002 | Mr. Deeds                       |
| 2004 | De perdidos al río              |
| 2007 | The Weekend                     |
| 2008 | Drillbit Taylor                 |
| 2013 | Movie 43                        |
| 2014 | Walk of Shame                   |
| 2016 | The Do-Over                     |
| 2017 | Sandy Wexler                    |
| 2020 | El Halloween de Hubie           |
| 2021 | The Mighty Ducks: Game Changers |

### Como actor
| Año  | Título                   | Personaje               |
| 1989 | Sex, Lies, and Videotape | Barfly                  |
| 1989 | Going Overboard          | Cura                    |
| 1990 | Postcards from the Edge  | Asistente de director   |
| 1990 | Genuine Risk             | Jimmy                   |
| 1990 | Edward Scissorhands      | Hombre lavavajillas     |
| 1990 | Casi un ángel            | Hombre #2               |
| 1991 | Dead Silence             | Tommy                   |
| 1992 | Batman Returns           |                         |
| 1992 | The Mighty Ducks         | Frank Huddy             |
| 1994 | D2: The Mighty Ducks     | Celebridad en fiesta    |
| 1996 | D3: The Mighty Ducks     | Asistente de videojuego |
| 1998 | The Wedding Singer       | Amigo de Glenn          |
| 1999 | Un papá genial           | Castellucci             |
| 2002 | Mr. Deeds                | Frank Huddy             |
| 2007 | Knocked Up               | Jefe de Ben             |
| 2008 | Drillbit Taylor          | Doctor                  |